# ミッテルベルカイム
ミッテルベルカイム(Mittelbergheim)はフランスのバ＝ラン県内に位置するコミューンである。
1974年にミシェル・ジェラール監督、アリス・サプリッチ、ポール・プレボワ、ミシェル・ガラブリュ出演の映画Les Vacanciersの撮影が行われた。

## 位置情報
北緯48度23分48秒 東経07度26分33秒 / 北緯48.39667度 東経7.44250度